# La nascita della tragedia
La nascita della tragedia dallo spirito della musica, nella prima edizione del 1872 (Die Geburt der Tragödie aus dem Geiste der Musik), o La nascita della tragedia. Ovvero: grecità e pessimismo (Die Geburt der Tragödie. Oder: Griechenthum und Pessimismus) nella seconda edizione del 1886, è la prima opera del filosofo tedesco Friedrich Nietzsche.
Il testo, per la novità delle interpretazioni proposte, fu criticato dal giovanissimo filologo Wilamowitz. Nonostante sia tra i suoi testi più letti e studiati, La nascita della tragedia sarà più tardi parzialmente ripudiato da Nietzsche, che esprimerà per esso un'autocritica in Ecce homo.

## Struttura e contenuti
- Tentativo di autocritica (in 7 paragrafi)
- Prefazione a Richard Wagner
- La nascita della tragedia, ovvero grecità e pessimismo (in 25 capitoli)

In parte già caratterizzata dall'esposizione asistematica tipica delle opere più mature, La nascita della tragedia esprime un percorso parallelo tra la storia della tragedia e quella della società greca – un percorso di ascesa e decadenza che Nietzsche ascrive all'espressione di dinamiche comuni. Da questo primo parallelismo Nietzsche prende spunto per una riflessione sulla decadenza dello spirito europeo e sulla necessità di una palingenesi che si aspettava provenire da un rinato spirito dionisiaco della musica tedesca.
Il testo inizia in medias res ponendo la questione dell'origine del pessimismo greco, qualora questo sia da interpretare necessariamente come un sintomo di decadenza o se non possa invece esistere una forma di pessimismo "nobile" e non decadente. Per giustificare questa tesi Nietzsche introduce il lettore alle forze opposte e simmetriche di Apollo – simbolo del sogno, delle arti plastiche, della calma e della magnificenza delle divinità olimpiche – e Dionisio – simbolo invece dell'ebbrezza, della musica, della frenesia. In quest'ultimo Nietzsche identifica la ragione e l'origine del pessimismo greco e la sua natura non decadente: per Nietzsche lo spirito dionisiaco è lo spirito che "getta lo sguardo nell'abisso", che si confronta con l'orrore dell'esistenza senza esserne piegato, addirittura ne è euforico, dunque superando la dottrina stoica, tanto odiata da Nietzsche, e "dicendo «sì» alla vita".
Nella guerra dei titani, Apollo, vedendo Dionisio lacerato dalla battaglia, lo cura, come la cultura greca reprime gli impulsi umani con la ragione e la calma.
I due spiriti si trovano tuttavia in equilibrio nella tragedia attica, il "miracolo metafisico", formando una suprema forma d'arte. Lo spettatore apollineo guarda, come distaccato e disinteressato, la volontà naturale dell'uomo, ossia lo spirito dionisiaco represso dalla cultura socratica.
Se l'equilibrio tra i due spiriti diede origine alla tragedia attica e la portò al suo culmine nella tragedia sofoclea, il progressivo perdere terreno del dionisiaco e l'emergere di una nuova forza – il “socratico” – la condusse alla decadenza. Una forza che, con il suo impeto razionalistico, si sostituiva al dionisiaco nel ruolo di "giustificare il mondo" all'uomo greco, rei di ciò gli scolastici filosofici. L'ottimismo socratico della possibilità della conoscenza e della possibilità di arrivare a comprendere l'interezza dell'universo con la ragione si sostituì alla passione dell'incomprensibilità e dell'irrazionalità dell'esistenza umana che erano rappresentate dal dionisiaco.
Nell'introdurre la figura di Socrate nel discorso e collegandola a quella di Euripide – simbolo della tragedia decadente – il parallelo tra società greca e tragedia attica viene esplicitato, andando a dimostrare come lo spirito razionalistico socratico – e con esso la nascita dell'uomo teoretico – abbia minato l'equilibrio tra forze apollinee e dionisiache nella società greca – una degenerazione che si è espressa anche nella trasformazione della tragedia dionisiaca nella tragedia euripidea.
Questo eccesso razionalistico avrebbe portato ad una degenerazione della nostra società, della sua capacità creativa, del suo rapporto con la conoscenza (che Nietzsche definisce Alessandrino) e con la vita. Il testo si conclude con un'aspirazione ad una palingenesi dello spirito europeo tramite la rinascita dello spirito dionisiaco nella musica tedesca – e, in particolare, quella wagneriana. Nietzsche, di fatto, vede in Wagner e nella sua opera totale una ripresa della tragedia eschilea e sofoclea, in cui la musica dionisiaca è accompagnata dalla narrazione apollinea.